# 哈迪揚托
哈迪揚托（1955年3月31日—），中文名魏福榮，印尼已退役男子羽球運動員。

## 簡歷
哈迪揚托在1977年和1978年的國家級賽事表現優異，當時他在男子單打項目擊敗了整個印尼的精英。
在1980年世界羽毛球錦標賽男子單打項目中，哈迪揚托有著令人驚喜的表現。他在四分之一決賽中對陣印度名將普拉卡什·帕都恭時以15-11、15-13直落二獲勝。不過隨後在準決賽輸給最終贏得冠軍的梁海量而獲得第三名。
1984年，他代表印尼參加湯姆斯盃國際男子團體賽。他僅在預賽中上場。在對陣中國的決賽中，教練偏好由洪忠和上場。結果洪忠和擊敗了世界冠軍韓健。最終印尼獲得冠軍。